# Богослово (Щолковський міський округ)
Богосло́во (рос. Богослово) — присілок у складі Щолковського міського округу Московської області, Росія.

## Населення
Населення — 614 осіб (2010; 709 у 2002).
Національний склад (станом на 2002 рік):
- росіяни — 91 %